# Capitaine La Rochebaucourt
Le capitaine La Rochebaucourt est né en France, a combattu en Nouvelle-France durant la Guerre de Sept Ans et semble être retourné en France après la défaite de 1760.

## Biographie
Le nom de cet aide de camp du général Louis-Joseph de Montcalm, qui fut officier de cavalerie sur les champs de bataille en Europe, n'a guère laissé plus de traces que son nom de famille. Il était officier du régiment de Languedoc et a déjà combattu avec Montcalm avant d'arriver au Canada en 1756 :
Début avril 1756, une escadre composée de 
- 3 vaisseaux de ligne armés en flûte[1]  :
  - Le Héros, portant 74 canons, ayant à son bord les neuf premières compagnies du second bataillon du régiment de la Sarre bataillon composé de 500 hommes et de 40 officiers,
  - L'Illustre, portant 64 canons, ayant à son bord les neuf premières compagnies du second bataillon du régiment de Royal-Roussillon bataillon composé de 500 hommes et de 40 officiers
  - Le Léopard, de 62 canons, avec à bord les trois dernières compagnies et la compagnie de grenadiers de chacun des deux bataillons embarqués sur Le Héros et L'Illustre.
- 3 frégates
  - La Licorne[2], de 30 canons, ayant à bord le marquis de Montcalm, maréchal de camp, général en chef des troupes du Canada, et de Bougainville, capitaine de dragons, son aide de camp.
  - Le Sauvage[3], de 30 canons, ayant à bord le chevalier de Lévis, brigadier d'infanterie, commandant en second les troupes du Canada, de Fonbrune, capitaine d'infanterie, son aide de camp de La Rochebeaucourt, capitaine de cavalerie aide de camp de Montcalm, et de Combles, capitaine en premier au corps des Ingénieurs du Roi
  - La Sirène, aussi de 30 canons, ayant à bord de Bourlamaque, colonel d'infanterie, commandant en troisième, de Marcel lieutenant d'infanterie troisième aide de camp de Montcalm et Desandrouins, le second ingénieur du corps expéditionnaire.

mit les voile du 6 au 8 avril 1756 à partir de Brest.

## La cavalerie
Le 5 juin 1759, Montcalm propose à Vaudreuil de former un corps de cavalerie qui serait utile dans un combat en plaine, faire des patrouilles le long de la côte, se porter rapidement à un débarquement avec un fantassin en croupe et surprendre l'ennemi en restant en retrait derrière des arbres pour intervenir en force lorsque les troupes ennemies ont été ébranlées par le feu de l'infanterie. Il suggère à Vaudreuil de prendre des miliciens canadiens qui sont familiers avec les chevaux et de bons cavaliers, car ils pourront intervenir plus rapidement en étant disponibles ; contrairement aux troupes regulières françaises enrolées dans leur bataillons et dont la plupart n'ont jamais servit comme cavaliers.

## Commandement
La Rochebaucourt fut donc le commandant de ce corps de cavalerie; un rôle très utile en Nouvelle-France durant le siège de Québec (1759)  Il recrute et entraine 200 des meilleurs cavaliers canadiens et forme un corps de cavalerie comprenant 2 compagnies de 100 cavaliers chacune avec un uniforme et un armement particulier. L'uniforme des membres de la cavalerie est bleu, avec le col et les poignets rouges; les cavaliers étaient armés d'un fusil, un pistolet, une baïonnette et un sabre. Cinq officiers français en uniforme blanc dirigent les 2 compagnies de 100 cavaliers, dont Thisbé de Belcourt, qui fait partie des 5 officiers français qui commandent les cavaliers.

## Perception par l'ennemi
Les Rangers qui combattirent durant le siège de Québec les appelaient French Dragoons (Dragons français). Lorsque John Knox remarqua la cavalerie, il nota: Leur cavalerie légère qui paradait le long du fleuve me parut bien équipée avec ses cavaliers vêtus d'habits bleus à parements écarlates; mais les officiers portaient un uniforme blanc.

## 1760
Le capitaine La Rochebaucourt mena sa cavalerie de Québec à Montréal en suivant la rive nord du fleuve; il s’arrêta à Trois-Rivières pour défendre la ville contre James Murray s'il tentait un débarquement. Puis il continua vers Montréal. Après la reddition de la Nouvelle-France, il fut évacué en France avec les militaires francais. Il fut réaffecté à Malte, menacé par les Turcs, avec François Charles de Bourlamaque et Jean-Nicolas Desandrouins, ses anciens compagnons d'armes au Canada.    

## Héritage
Une municipalité, Rochebaucourt, une rivière et un canton porte aujourd'hui son nom.